# HMS Diadem (1782)
HMS Diadem (1782) — 64-пушечный линейный корабль 3 ранга Королевского флота. Заказан 5 декабря 1777. Спущен на воду 19 декабря 1782 на королевской верфи в Чатеме.

## Служба
14 февраля 1797 года принял участие в сражении у мыса Сент-Винсент.
В 1798 году переоборудован в войсковой транспорт.
В 1800 году участвовал в экспедициях к Киберону и Бель-Илю. Вскоре принял участие в походе к Кадису.
Разобран в Плимуте в сентябре 1832 года.